# Camp du Peu du Barry
La camp du Peu du Barry ou camp de Chégurat est un site archéologique situé à Châteauponsac, en France.

## Localisation
Le camp est situé dans le département français de la Haute-Vienne, sur la commune de Châteauponsac, à proximité du hameau de Chégurat.

## Historique
Le camp est classé au titre des monuments historiques le 10 décembre 1981.